# Fréland
Pour les articles homonymes, voir Freland.
Fréland [fʁelɑ̃]  est une commune française située dans la circonscription administrative du Haut-Rhin et, depuis le 1er janvier 2021, dans le territoire de la Collectivité européenne d'Alsace, en région Grand Est.
Cette commune se trouve dans la région historique et culturelle d'Alsace.
Ses habitants sont appelés les Frélandais et sont surnommés « les Bibis ».

## Géographie

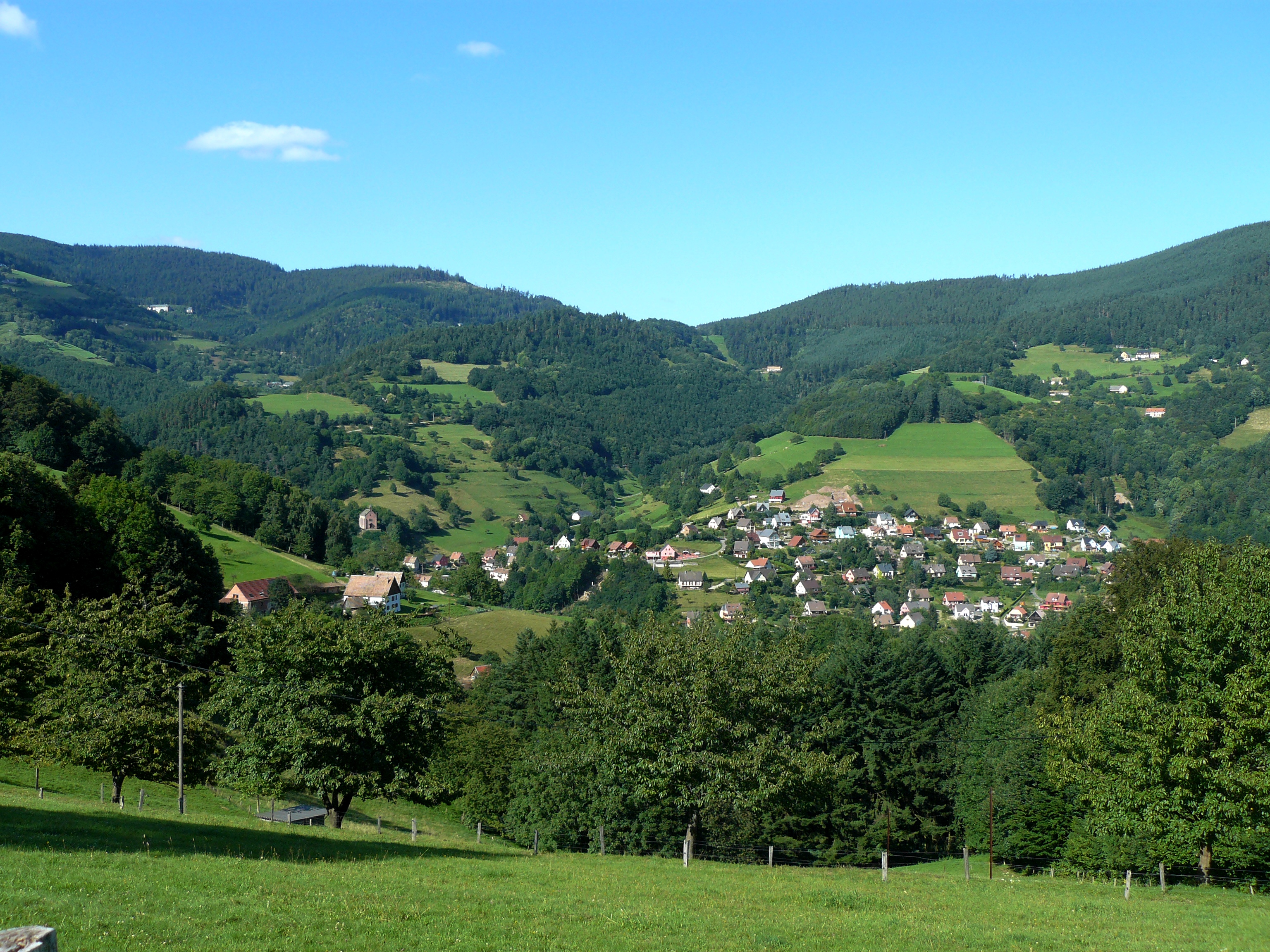
Le village de Fréland vu depuis les hauteurs, ici le bas du village.

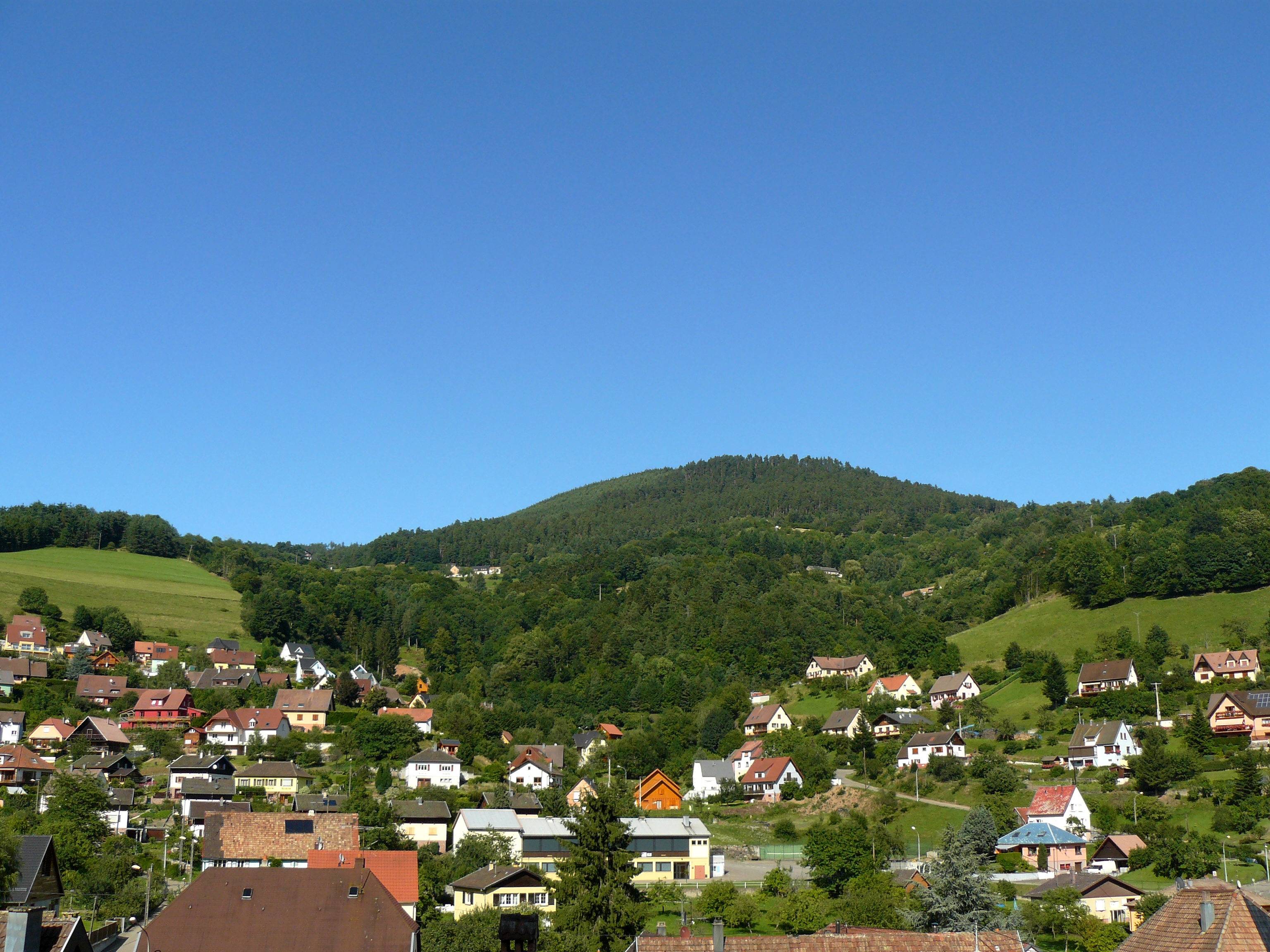
De nombreuses résidences secondaires construites à Fréland.

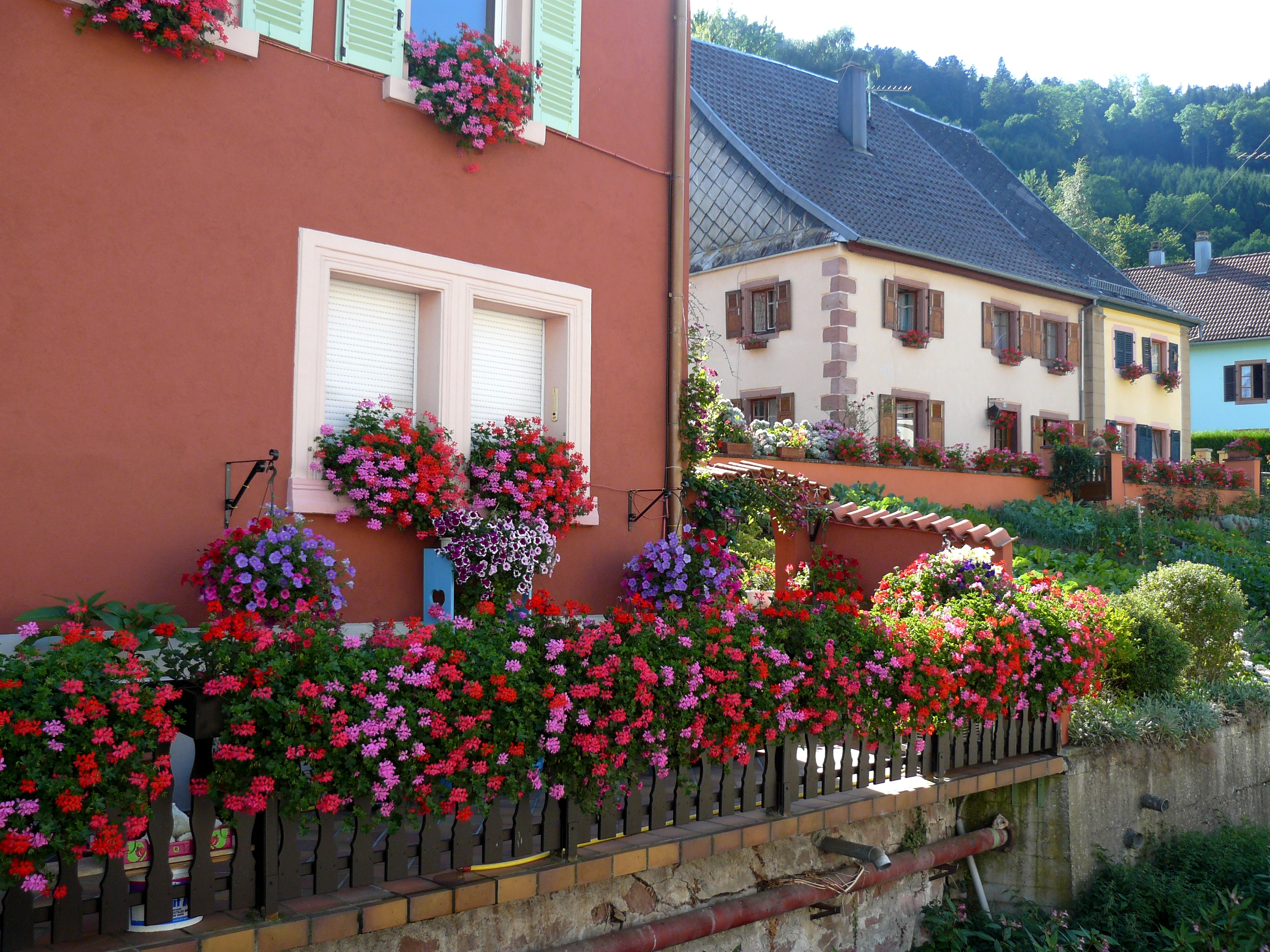
Maison à Fréland admirablement fleurie.

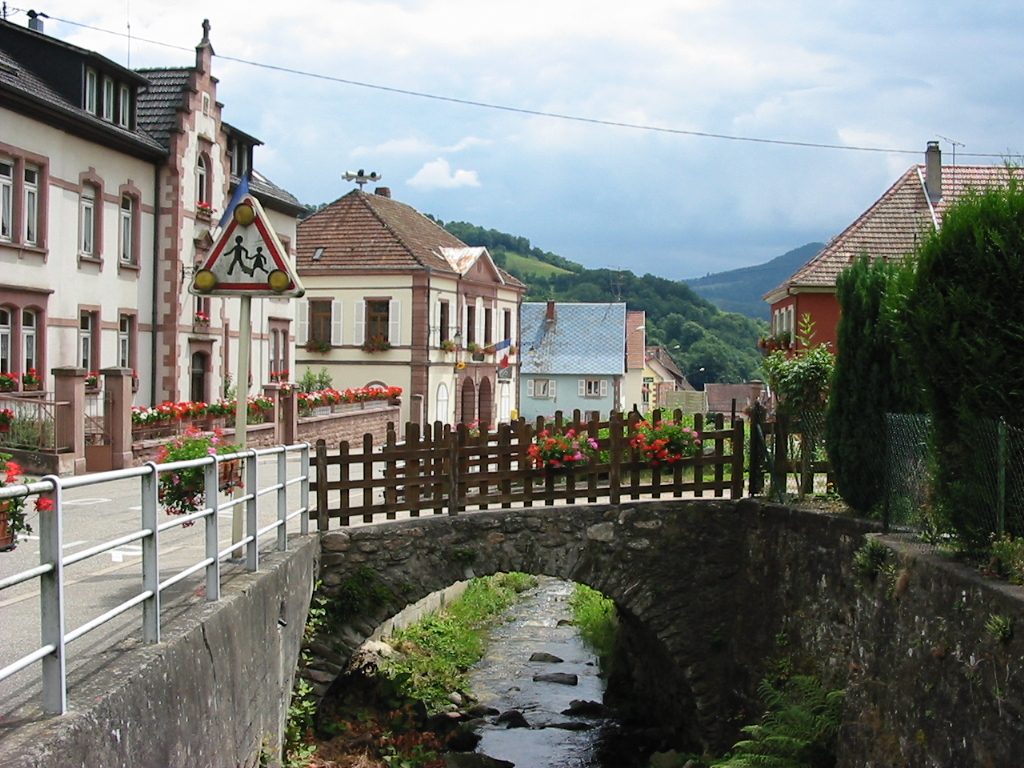
Petit pont sur le ruisseau Ur.

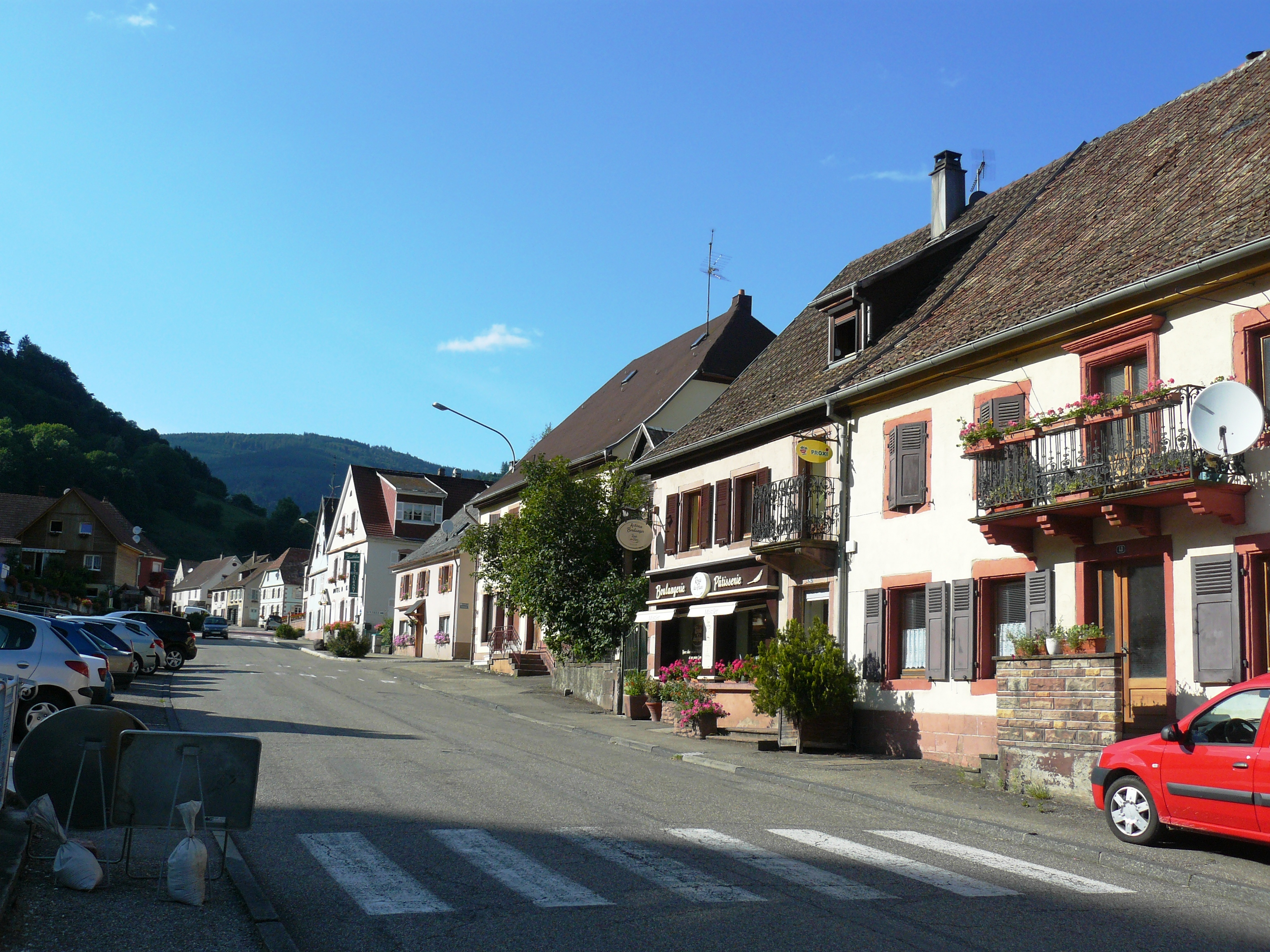
Fréland : le milieu du village.

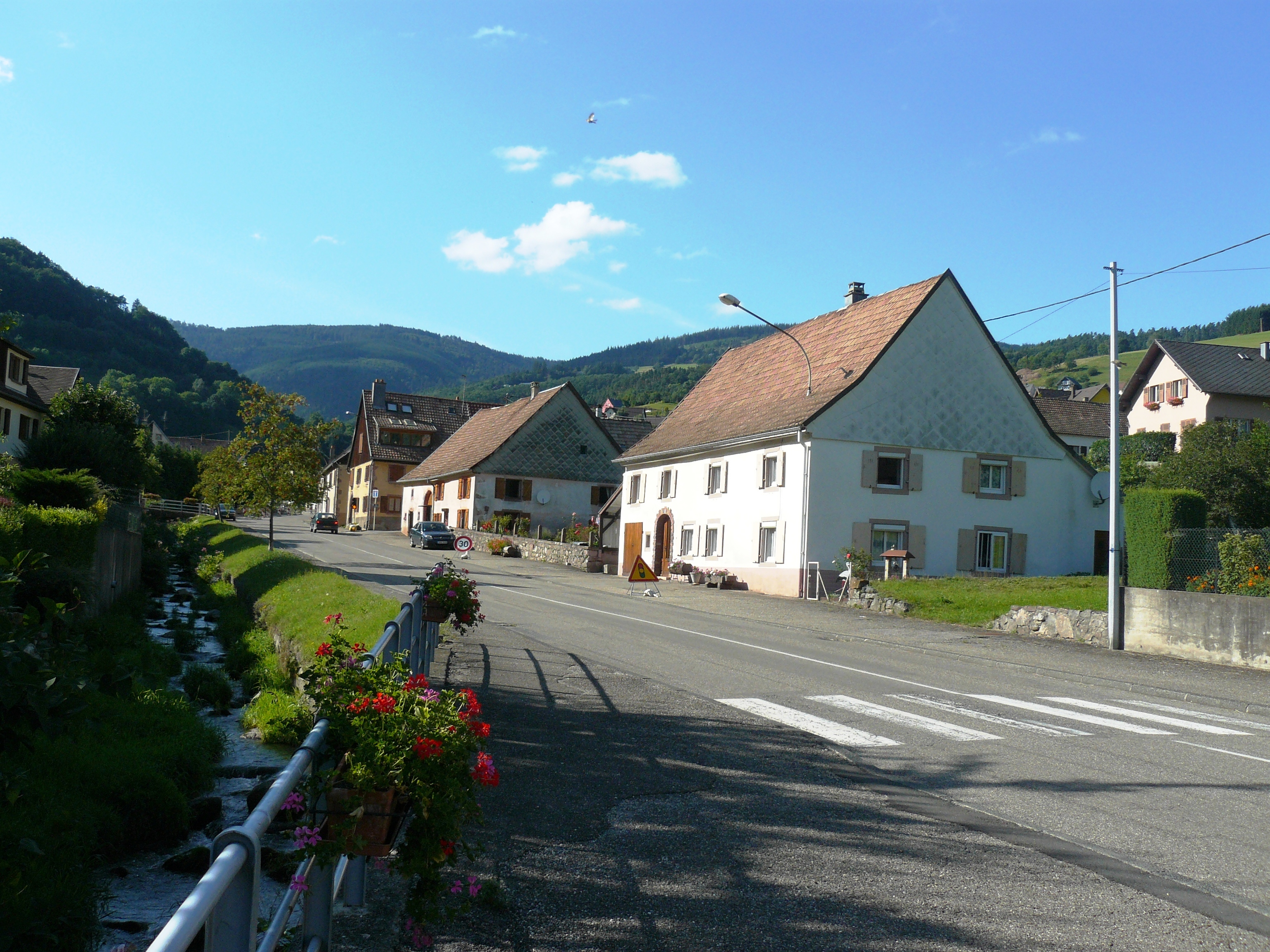
Fréland : le bas du village.

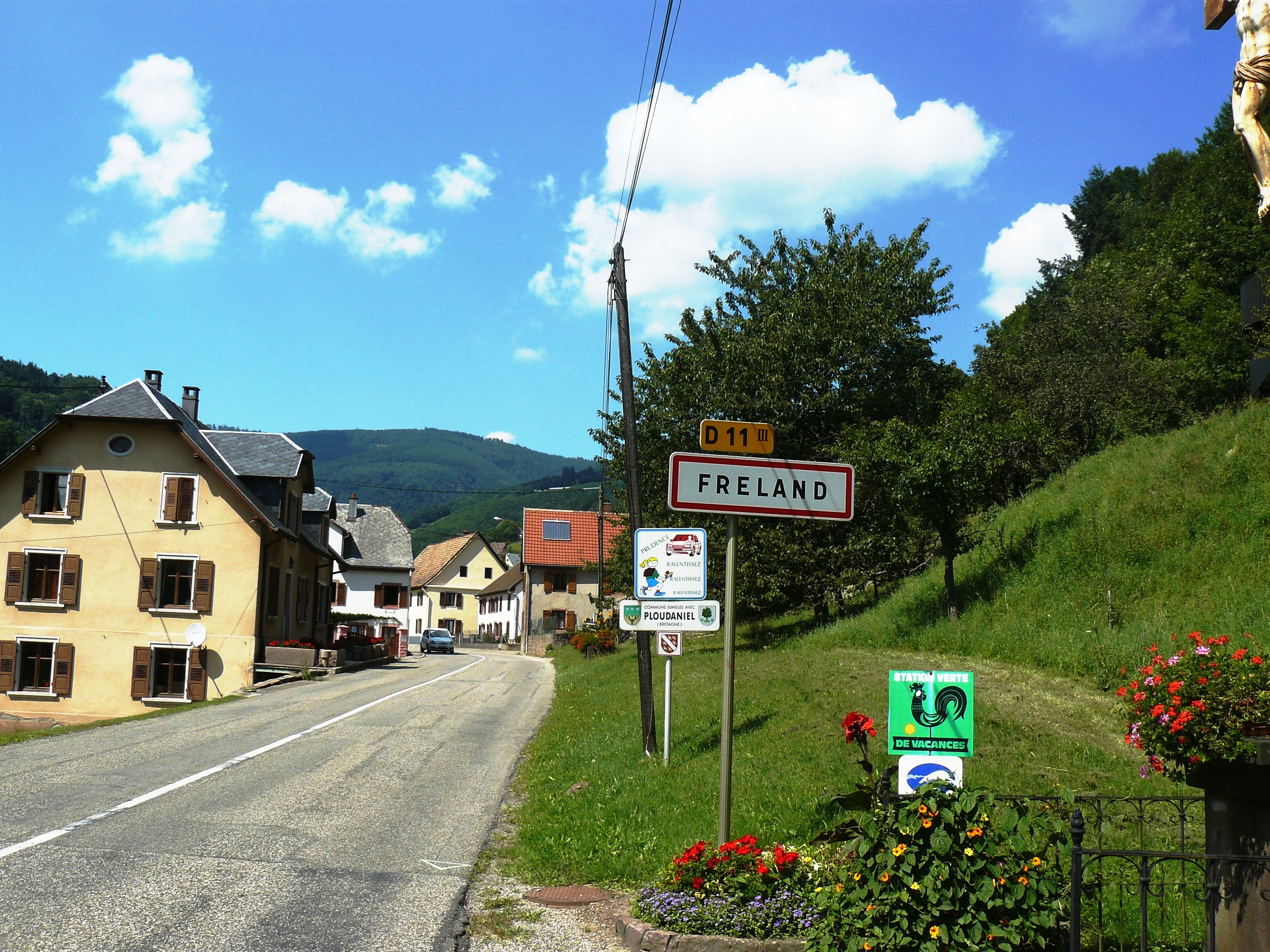
Entrée du village de Fréland en venant de Kaysersberg ou Hachimette (hameau de Lapoutroie).

Fréland est une commune des Vosges alsaciennes, située dans une vallée latérale au-dessus de Kaysersberg, le long d'un ruisseau, l'Ur, affluent de la Weiss.
Le village est situé vers 430 mètres d'altitude, mais le territoire communal culmine à 1 228 mètres près du sommet du Brézouard. Le col de Fréland, situé à 831 mètres, permet d'accéder à Aubure, Sainte-Marie-aux-Mines et Ribeauvillé.
Fréland fait partie du canton de Sainte-Marie-aux-Mines et de l'arrondissement de Colmar-Ribeauvillé. Jusqu'en 2015, elle faisait partie du canton de Lapoutroie, appelé le canton welche (voir l'origine de ce mot sous gaulois) du fait que les cinq communes qui le composaient (Lapoutroie, Orbey, Fréland, Le Bonhomme et Labaroche) ne parlent pas l'alsacien mais une variante vosgienne du lorrain. Très encaissée dans sa vallée, Fréland offre de belles couleurs toute l'année et un climat assez froid en hiver. Comme beaucoup de villages proches des villes (Colmar), il se transforme tout doucement en village-dortoir mais garde un fort esprit associatif essayant d'intégrer au mieux les nouveaux habitants. La commune s'étend sur 1 973 hectares.
C'est une des 188 communes du parc naturel régional des Ballons des Vosges.
| Sainte-Marie-aux-Mines | Sainte-Marie-aux-Mines | Aubure      |
| Lapoutroie             | Fréland                | Kaysersberg |
| Lapoutroie             | Lapoutroie             | Kaysersberg |

### Sommet le plus élevé
- Montagne du Brézouard (1 229 mètres), située sur le ban du Bonhomme, Fréland, Lapoutroie et Sainte-Marie-aux-Mines.
- Le Kalblin (924 mètres).
- Voirimont (900 mètres), surtout apprécié pour la vue qu'il procure et son ensoleillement.
- La pierre des 3 bancs (1 100 mètres).

### Quelques lieux-dits et écarts
La plus grande partie de la commune se compose de hameaux et fermes disséminés sur les collines et montagnes.
Fréland compte quelques quarantaines de lieux-dits :
- Choé
- La Rochette
- Le Chêne
- Ongrange
- Les peines perdues
- Le Tibremont
- Knolpré
- Chamont
- Codongoutte
- Codomont
- Grand-Champs
- le Barlin
- Préchamps
- le Chat Noir
- le Kalblin
- la Queue de l'A
- Haut Voirimont
- Bas Voirimont
- la Halle
- les issues
- la Combe
- la Fonderie
- la Belle Fauchelle
- la Pierreuse Goutte
- la Chaude-Côte
- la Simboule
- la Taupré

### Cours d'eau
- Le ruisseau Ur : il traverse Fréland et est la réunion de plusieurs ruisseaux qui proviennent du versant du Brézouard. Son cours est d'environ 6 km. Il se jette dans la Weiss en aval d'Hachimette.

### Hydrographie
La commune est dans le bassin versant du Rhin au sein du bassin Rhin-Meuse. Elle est drainée par la Weiss, le ruisseau l'Ure et le ruisseau du Chaufour,,.
La Weiss, d'une longueur de 24 km, prend sa source dans la commune de Orbey et se jette  dans la Fecht à Kaysersberg Vignoble, après avoir traversé cinq communes.

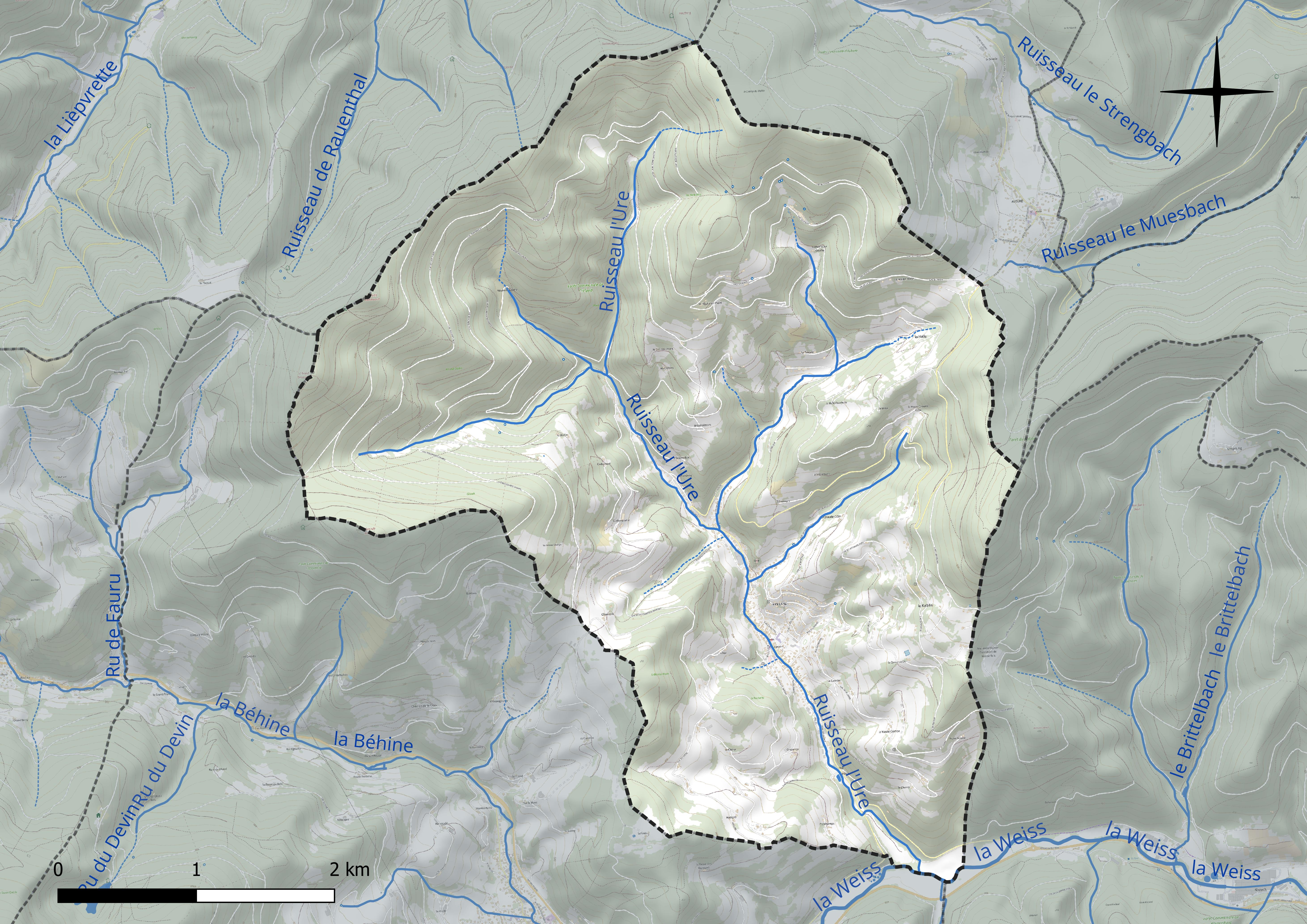
Réseau hydrographique de Fréland.

### Climat
Pour des articles plus généraux, voir Climat du Grand Est et Climat du Haut-Rhin.
En 2010, le climat de la commune est de type climat de montagne, selon une étude du Centre national de la recherche scientifique s'appuyant sur une série de données couvrant la période 1971-2000. En 2020, Météo-France publie une typologie des climats de la France métropolitaine dans laquelle la commune est exposée à un climat semi-continental et est dans la région climatique Vosges, caractérisée par une pluviométrie très élevée (1 500 à 2 000 mm/an) en toutes saisons et un hiver rude (moins de 1 °C).
Pour la période 1971-2000, la température annuelle moyenne est de 9,6 °C, avec une amplitude thermique annuelle de 16,9 °C. Le cumul annuel moyen de précipitations est de 1 245 mm, avec 11,9 jours de précipitations en janvier et 10,4 jours en juillet. Pour la période 1991-2020, la température moyenne annuelle observée sur la station météorologique de Météo-France la plus proche, « Ribeau. - Verre », sur la commune de Ribeauvillé à 10 km à vol d'oiseau, est de 10,3 °C et le cumul annuel moyen de précipitations est de 994,9 mm. 
La température maximale relevée sur cette station est de 36,2 °C, atteinte le 25 juillet 2019 ; la température minimale est de −18,8 °C, atteinte le 20 décembre 2009,,.
Les paramètres climatiques de la commune ont été estimés pour le milieu du siècle (2041-2070) selon différents scénarios d'émission de gaz à effet de serre à partir des nouvelles projections climatiques de référence DRIAS-2020. Ils sont consultables sur un site dédié publié par Météo-France en novembre 2022.

## Urbanisme

### Typologie
Au 1er janvier 2024, Fréland est catégorisée bourg rural, selon la nouvelle grille communale de densité à sept niveaux définie par l'Insee en 2022.
Elle est située hors unité urbaine. Par ailleurs la commune fait partie de l'aire d'attraction de Colmar, dont elle est une commune de la couronne,. Cette aire, qui regroupe 95 communes, est catégorisée dans les aires de 50 000 à moins de 200 000 habitants,.

### Occupation des sols
L'occupation des sols de la commune, telle qu'elle ressort de la base de données européenne d’occupation biophysique des sols Corine Land Cover (CLC), est marquée par l'importance des forêts et milieux semi-naturels (71,1 % en 2018), une proportion identique à celle de 1990 (71,1 %). La répartition détaillée en 2018 est la suivante : 
forêts (71,1 %), prairies (17,4 %), zones agricoles hétérogènes (8,3 %), zones urbanisées (3,1 %). L'évolution de l’occupation des sols de la commune et de ses infrastructures peut être observée sur les différentes représentations cartographiques du territoire : la carte de Cassini (XVIIIe siècle), la carte d'état-major (1820-1866) et les cartes ou photos aériennes de l'IGN pour la période actuelle (1950 à aujourd'hui).

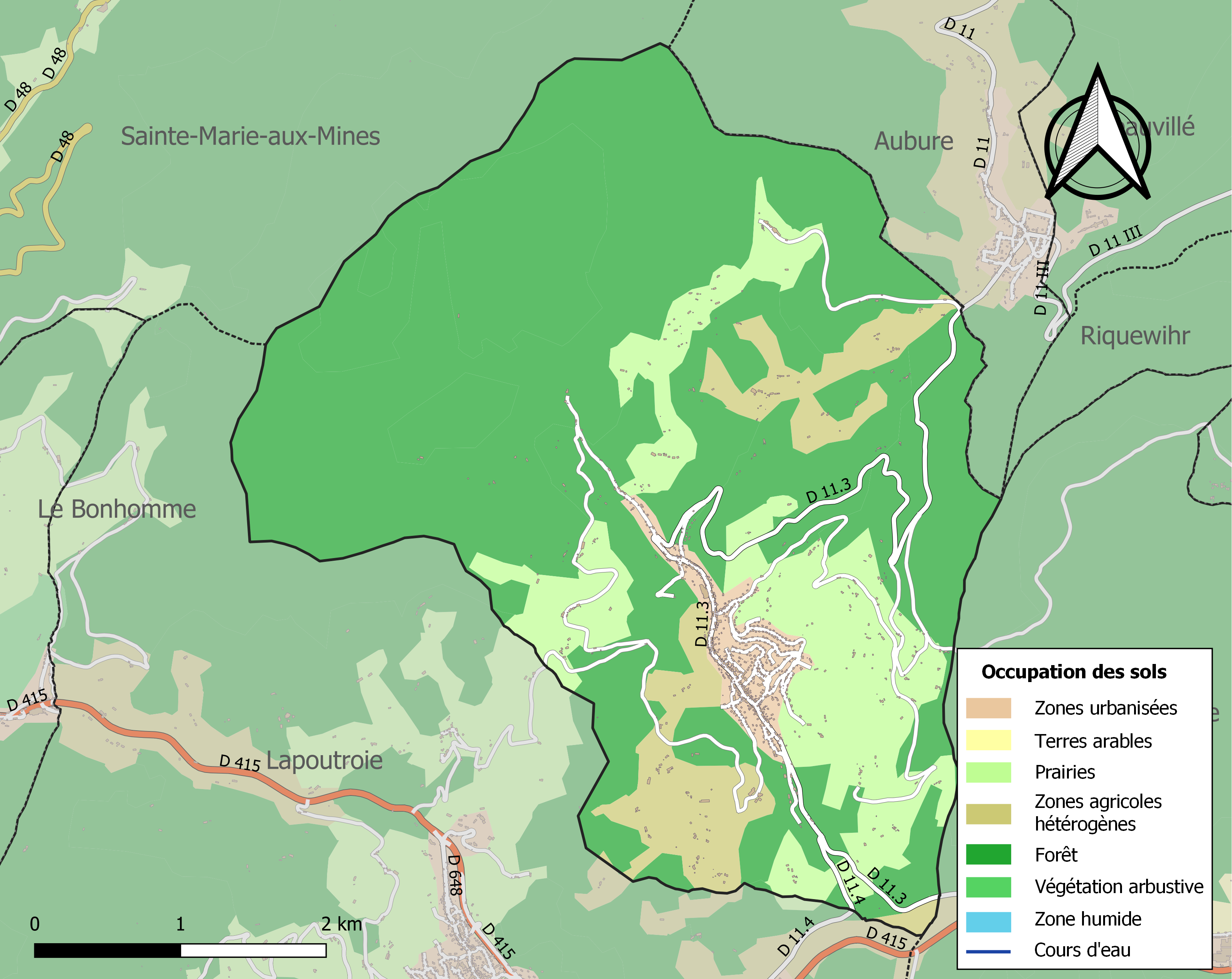
Carte des infrastructures et de l'occupation des sols de la commune en 2018 (CLC).

## Toponymie
- 1311 Urbach : « ruisseau de l’Ur » du vieux haut allemand bah, bak « ruisseau »
- 1421 Frallan : viendrait de fragilis (latin)[18]. Dérivé : fralây « éboulement ou glissement de terrain ». Le nom de la localité est attesté en 1694 - 1704 sous la forme Forstland, composé du nom de personne germanique Furisto (de furisto « premier ») suivi de l'appellatif toponymique germanique land « terre, terrain »[19].
- 1441 Vrbach.

## Histoire

### Les origines
À l'époque romaine, un sentier empierré passait par Fréland qui traversait le hameau de Knolpré, puis le Chêne, et se dirigeait vers Le Bonhomme après avoir traversé Ribeaugoutte, hameau de Lapoutroie. Il doublait le chemin le long de la vallée de la Weiss qui était souvent inondé. Ce sentier permettait de se rendre au col du Bonhomme. Mais il faut attendre 1311 pour trouver une première mention du village Urbach, le « ruisseau des aurochs ».
Les premiers habitants furent des charbonniers qui vinrent s'établir dans cette vallée, lors de la reprise des travaux des mines de Sainte-Marie-aux-Mines au XVIe siècle ; comme il n'était pas soumis ni à la glèbe, ni à la dîme, ni à aucune espèce d'impôt, l'endroit reçu le nom de Frei-Land.
Au Moyen Âge, la communauté de Fréland faisait partie de la Seigneurie du Hohnack. Mais le seigneur, le sire de Ribeaupierre à partir du XIVe siècle, la tenait en  fief de l'évêque de Bâle. Au XIVe siècle, c’est une famille, les Pfaff, qui la tenait en arrière-fief. La communauté était administrée par un prévôt nommé par le seigneur et des officiers élus chaque année. Quelques indications sur la population montrent qu’il y avait 250 chefs de ménage en 1580. Après la guerre de Trente Ans en 1648, le chiffre tombe à 60 bourgeois, chefs de ménage.
Cette terre rurale était principalement tournée vers l'agriculture, la forêt et l'artisanat. Jusqu’à la Révolution, il existait des exploitations rurales avec un droit de justice : les colonges. Sur les pentes des collines, le seigle, l’avoine, l’orge et les pommes de terre étaient cultivés. Cette production était toutefois insuffisante pour la consommation courante. L’essentiel de l'élevage était celui de vaches laitières sur les chaumes. Les forêts, quant à elles, apportaient un revenu important au seigneur qui les possédait. L’économie consistait également en de hauts fourneaux de 1541 jusqu’à la guerre de Trente Ans.
Les seigneurs de Ribeaupierre avaient installé des hauts fourneaux pour traiter le minerai d’argent extrait des roches de Sainte-Marie-aux-Mines. Le bois frélandais fournissait le combustible indispensable à l’extraction du métal. Il faut noter également l’existence au XVIIe siècle d'une confrérie du scapulaire de Sainte Marie du Mont Carmel. L'architecture témoigne aussi de cette dévotion à l'Église catholique. En 1706, une nouvelle église avec trois autels est consacrée. Elle a disparu pour laisser place à l’actuelle du début du XIXe siècle. Deux chapelles furent également construites, l’une au bas du village dédiée à saint Gérard en 1740 et l’autre dédiée à saint Thiébaut en 1771.

### Fréland depuis la Révolution
La Révolution est synonyme de liberté puisque le village n'est plus sous la coupe de la noblesse. C'est aussi une période de troubles et de peurs. Les forêts sont alors surveillées contre les paysans agités. C'est le temps de la vente des biens nationaux pris à l'Église. Ainsi, le presbytère est vendu à un particulier. La commune hérite également de biens provenant du couvent des clarisses d'Alspach. La chapelle Saint-Thiébaut est même fermée au culte provisoirement. Néanmoins, c'est véritablement une nouvelle ère politique qui commence avec un pouvoir municipal qui prend peu à peu de l'ampleur.

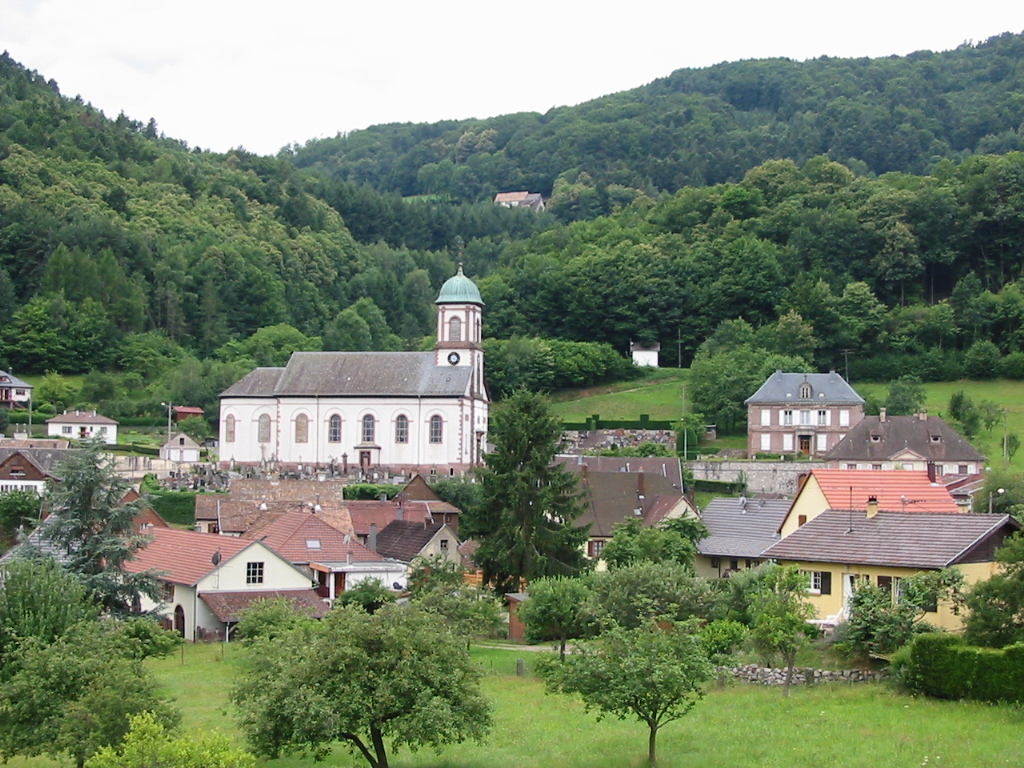
L'église Notre-Dame de l'Assomption.

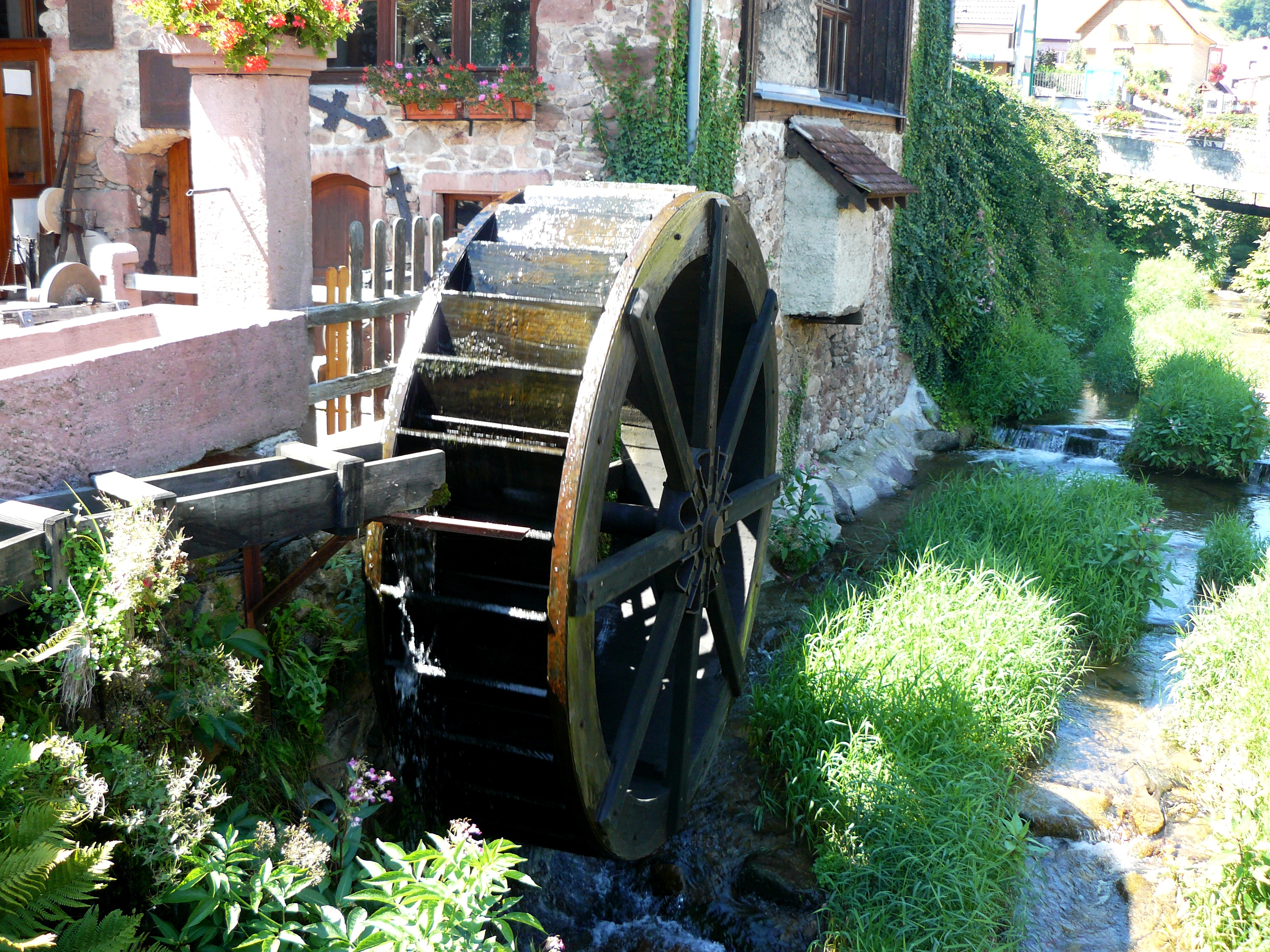
Roue motrice actionnée par la force de l'eau dans le bas du village près de la maison du pays welche (XVIIIe siècle).

Une fois les troubles de la Révolution passés, Fréland prend un nouvel essor.

### Le milieu duXIXesiècle
C’est en effet au cours du XIXe siècle que les grands bâtiments historiques que nous connaissons aujourd’hui sortent de terre. Le premier grand chantier est la construction de l’actuelle église Notre-Dame de l’Assomption. Au début du XIXe siècle, l’ancienne église agrandie en 1706 tombe en ruine. Aussi, le conseil municipal décide de la remplacer. Le 1er avril  1823, on commence à démolir l’ancien bâtiment et le 17 avril 1824, la première pierre de la nouvelle église est bénite. La construction s’achève en 1825. Contrairement à l’ancienne qui était orientée O-E, la nouvelle est orientée NO-SE dans le sens de la vallée. Un orgue y est rapidement placé puisqu’en 1826, un orgue de Joseph Chaxel trône sur la tribune.
Et puis, à partir du milieu du XIXe siècle, la quasi-totalité des grands bâtiments que nous connaissons est construite en l’espace de 50 ans. Dès 1840, l'école des garçons est achevée, suivie par celle des filles en 1857. La mairie est construite dans le centre du village en 1864 ainsi que le presbytère entre 1866 et 1871. Dans le domaine religieux, la chapelle Saint-Gérard de 1740 est reconstruite en 1876 par un habitant nommé Jean-Baptiste Bertrand. Un magnifique orgue de Louis-François Callinet vient remplacer l’orgue Chaxel,. Pour permettre l’élargissement de la Grand'Rue, la chapelle Saint-Thiébaut est déclassée. Le maire Thomas et le curé Chevalier décident donc d’en construire une autre sur « Les roches du corbeau ». La chapelle de style néogothique en grès rose du pays est achevée en 1898. Enfin l’hôpital communal est construit en 1908 pour accueillir les malades et les plus âgés.

### Les périodes de guerre

#### L'annexion allemande de 1871
Du point de vue politique, Fréland est devenu allemand en 1871 à la suite de la guerre franco-prussienne. Malgré le choc que cela a entraîné, les Frélandais savent alors dépasser cette tragédie nationale. Le bois fournit toujours la principale richesse de la commune. Les associations naissent comme la musique municipale crée en 1901. L’artisanat et l’agriculture sont florissants à la veille de 1914.

#### La Première Guerre mondiale
La Première Guerre mondiale ne surprend pas les Frélandais. Ils savaient qu’une guerre se préparait entre la France et l’Empire allemand. Ce qui déchire le cœur des Frélandais, c’est qu’ils doivent se battre sous l’uniforme allemand. 47 d’entre eux ne sont pas revenus des tranchées. Pour la population, le danger était proche également. De durs combats se déroulaient au Linge et à la tête de Faux. Les Frélandais restés au village devaient loger entre autres bon nombre de soldats allemands. Le village n’est redevenu français qu’en novembre 1918. Après le premier conflit mondial, Fréland profite toujours de la richesse que lui offre sa forêt. La commune a été moins touchée en dégâts matériels que ses voisines. Les hommes travaillent en forêt et aux champs. Une usine de tissage construite en 1925, le long de la rivière et l’usine de cartonnerie à Kaysersberg permettent le plein emploi. La vie n’est pas toujours facile et les hivers sont vigoureux. Le village offre en hiver comme en été, le spectacle d'une nature riche et splendide. Les paysages sont si attractifs qu’ils retiennent l’attention de Jean Renoir qui tourne les dernières scènes de La Grande Illusion sur les hauteurs du village et dans une ferme frélandaise en 1937.

#### La Seconde Guerre mondiale
Mais rapidement le bruit des bottes se fit entendre. Un nouveau conflit se préparait, terrible et angoissant. La guerre éclata le 3 septembre 1939. Cette guerre qui commençait devait être longue. De septembre 1939 à mai 1940, les Frélandais assistèrent à la «drôle de guerre » sans combats. Pourtant le 10 mai 1940, les Allemands attaquèrent par la Belgique et les Ardennes. Très vite le front français fut percé, plongeant le pays dans le désordre le plus total. Fréland fut occupé par les Allemands le 19 juin 1940. Peu après, l’Alsace fut annexée par le Reich allemand. Le village fut donc à nouveau coupé de la France, et ce pendant quatre ans. Le gouvernement nazi envoya à partir de 1942 de jeunes Frélandais combattre sous l’uniforme allemand. Ces « malgré-nous » furent envoyés sur le front russe, en Grèce et sur la mer du Nord. Quant aux résistants frélandais, certains furent internés au camp de Schirmeck. Au total, 35 Frélandaises et Frélandais ont perdu la vie pendant le conflit, ce n’est qu’en décembre 1944 que le village fut libéré par la 36e division d’infanterie US. Cette guerre a évidemment laissé des traces profondes dans le cœur des familles. Le monument aux morts de la commune est d’ailleurs là pour le rappeler aux jeunes générations.

#### La période d'après-guerre
Aujourd’hui, Fréland s'est largement développé, les nouvelles constructions colorées escaladent les pentes tout en restant en harmonie avec les paysages environnants. Symbole de cette vitalité, l’école et l'accueil périscolaire ont fait peau neuve. De nombreuses associations maintiennent une vie culturelle et le tissu social. Les musées créés se mêlent aux projets d'avenir.

### Héraldique
| Blason de Fréland | Les armes de Fréland se blasonnent ainsi : « D'argent à un arbre de sinople accosté de deux étoiles d'azur. » |

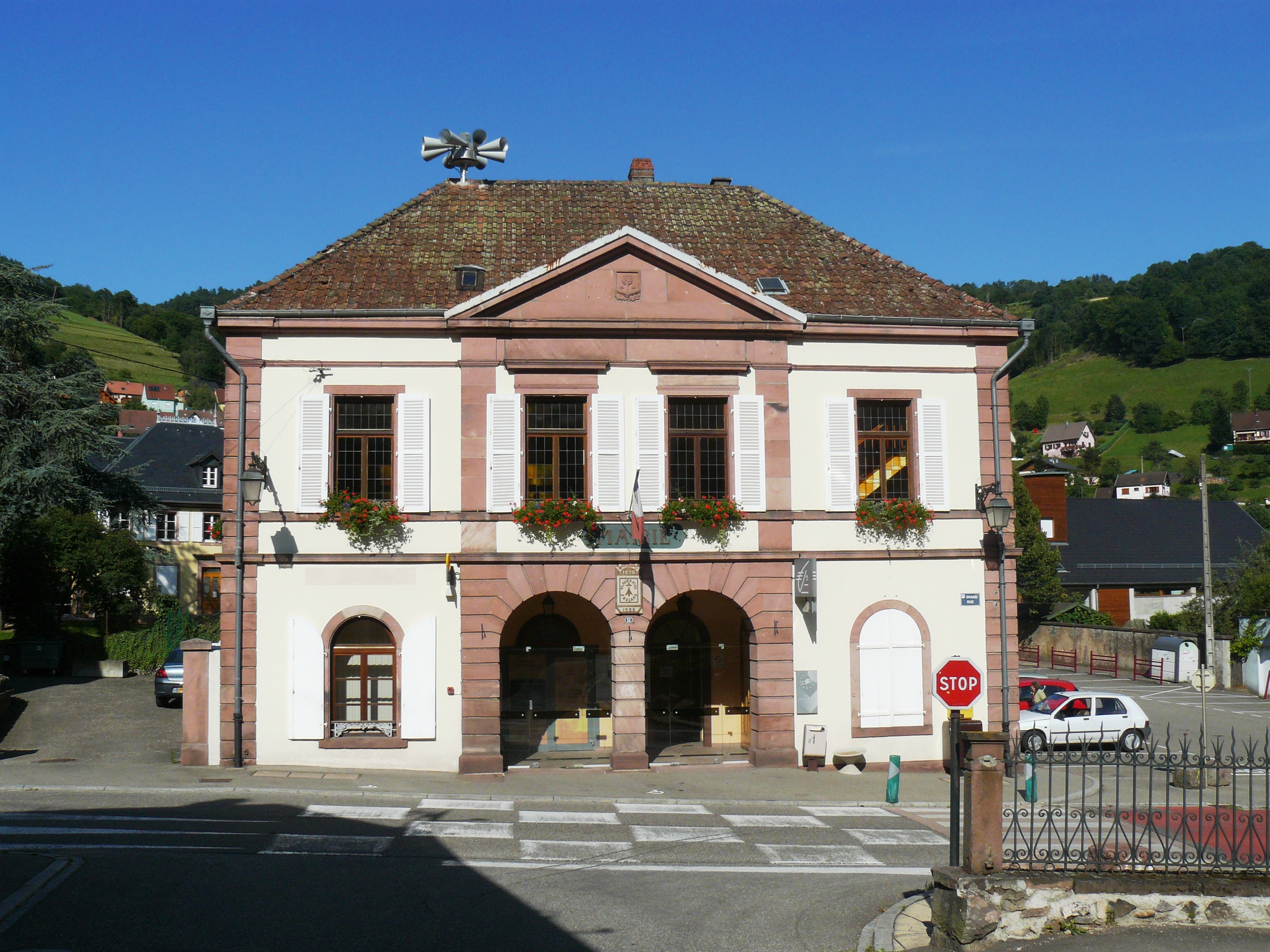
Mairie de Fréland.

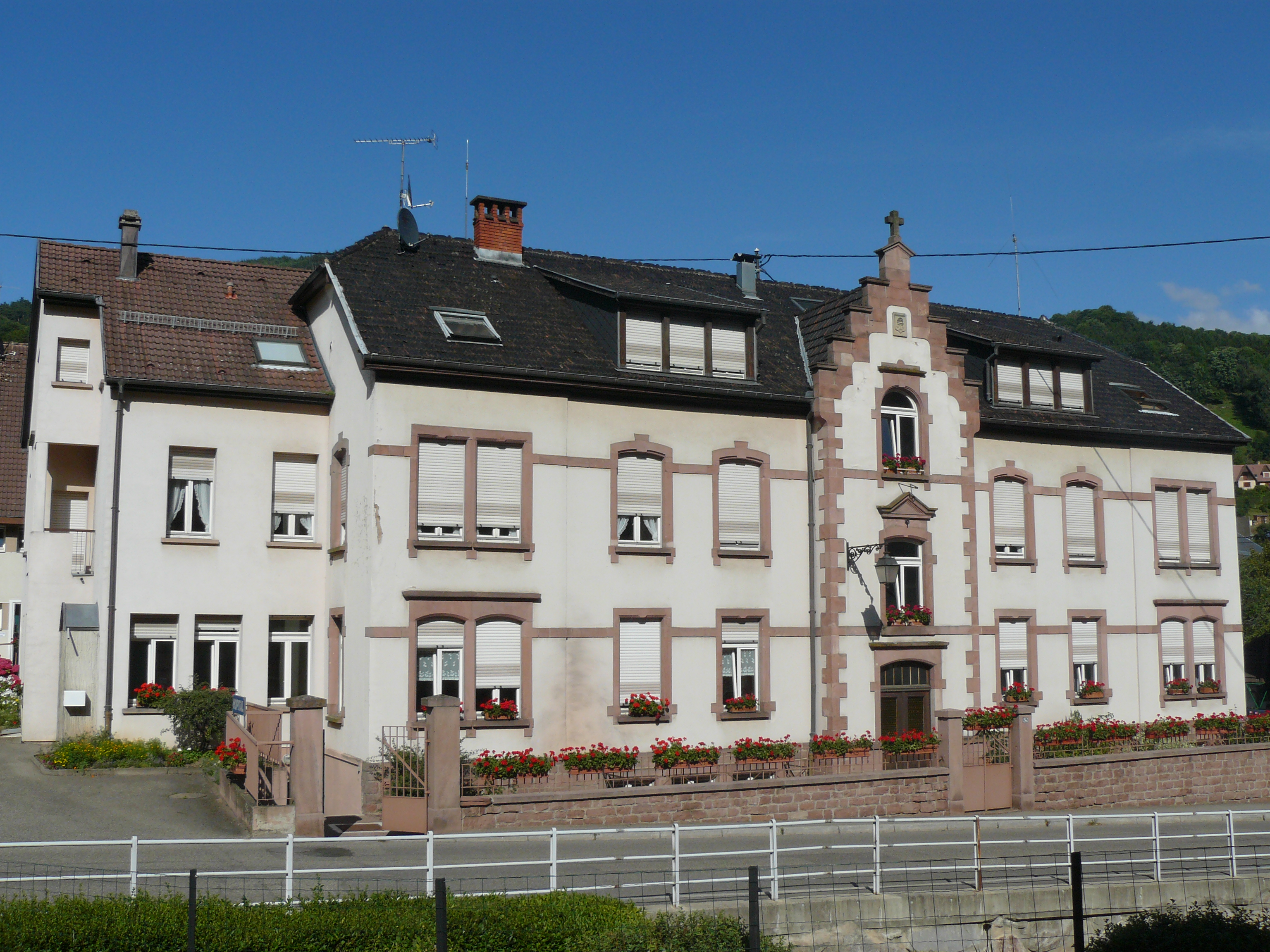
Hôpital de Fréland.

## Politique et administration

### Budget et fiscalité 2014
En 2014, le budget de la commune était constitué ainsi :
- total des produits de fonctionnement : 1 516 000 €, soit 1 060 € par habitant ;
- total des charges de fonctionnement : 1 205 000 €, soit 843 € par habitant ;
- total des ressources d'investissement : 657 000 €, soit 459 € par habitant ;
- total des emplois d'investissement : 1 426 000 €, soit 997 € par habitant ;
- endettement : 807 000 €, soit 564 € par habitant.

Avec les taux de fiscalité suivants :
- taxe d'habitation : 8,42 % ;
- taxe foncière sur les propriétés bâties : 8,62 % ;
- taxe foncière sur les propriétés non bâties : 76,03 % ;
- taxe additionnelle à la taxe foncière sur les propriétés non bâties : 0,00 % ;
- cotisation foncière des entreprises : 0,00 %.

## Démographie
L'évolution du nombre d'habitants est connue à travers les recensements de la population effectués dans la commune depuis 1793. Pour les communes de moins de 10 000 habitants, une enquête de recensement portant sur toute la population est réalisée tous les cinq ans, les populations de référence des années intermédiaires étant quant à elles estimées par interpolation ou extrapolation. Pour la commune, le premier recensement exhaustif entrant dans le cadre du nouveau dispositif a été réalisé en 2008.

En 2022, la commune comptait 1 297 habitants, en évolution de −4,28 % par rapport à 2016 (Haut-Rhin : +0,66 %, France hors Mayotte : +2,11 %).
| 1793  | 1800  | 1806  | 1821  | 1831  | 1836  | 1841  | 1846  | 1851  |
| ----- | ----- | ----- | ----- | ----- | ----- | ----- | ----- | ----- |
| 1 403 | 1 474 | 1 551 | 1 656 | 1 782 | 1 973 | 2 042 | 2 179 | 2 005 |

| 1856  | 1861  | 1866  | 1871  | 1875  | 1880  | 1885  | 1890  | 1895  |
| ----- | ----- | ----- | ----- | ----- | ----- | ----- | ----- | ----- |
| 2 037 | 2 056 | 2 062 | 1 937 | 1 767 | 1 790 | 1 598 | 1 564 | 1 525 |

| 1900  | 1905  | 1910  | 1921  | 1926  | 1931  | 1936  | 1946  | 1954  |
| ----- | ----- | ----- | ----- | ----- | ----- | ----- | ----- | ----- |
| 1 516 | 1 509 | 1 444 | 1 351 | 1 346 | 1 343 | 1 241 | 1 221 | 1 175 |

| 1962  | 1968  | 1975  | 1982  | 1990  | 1999  | 2006  | 2008  | 2013  |
| ----- | ----- | ----- | ----- | ----- | ----- | ----- | ----- | ----- |
| 1 102 | 1 040 | 1 033 | 1 100 | 1 134 | 1 292 | 1 385 | 1 408 | 1 361 |

| 2018  | 2022  | - | - | - | - | - | - | - |
| ----- | ----- | - | - | - | - | - | - | - |
| 1 331 | 1 297 | - | - | - | - | - | - | - |

## Lieux et monuments

### Église Notre-Dame de l'Assomption

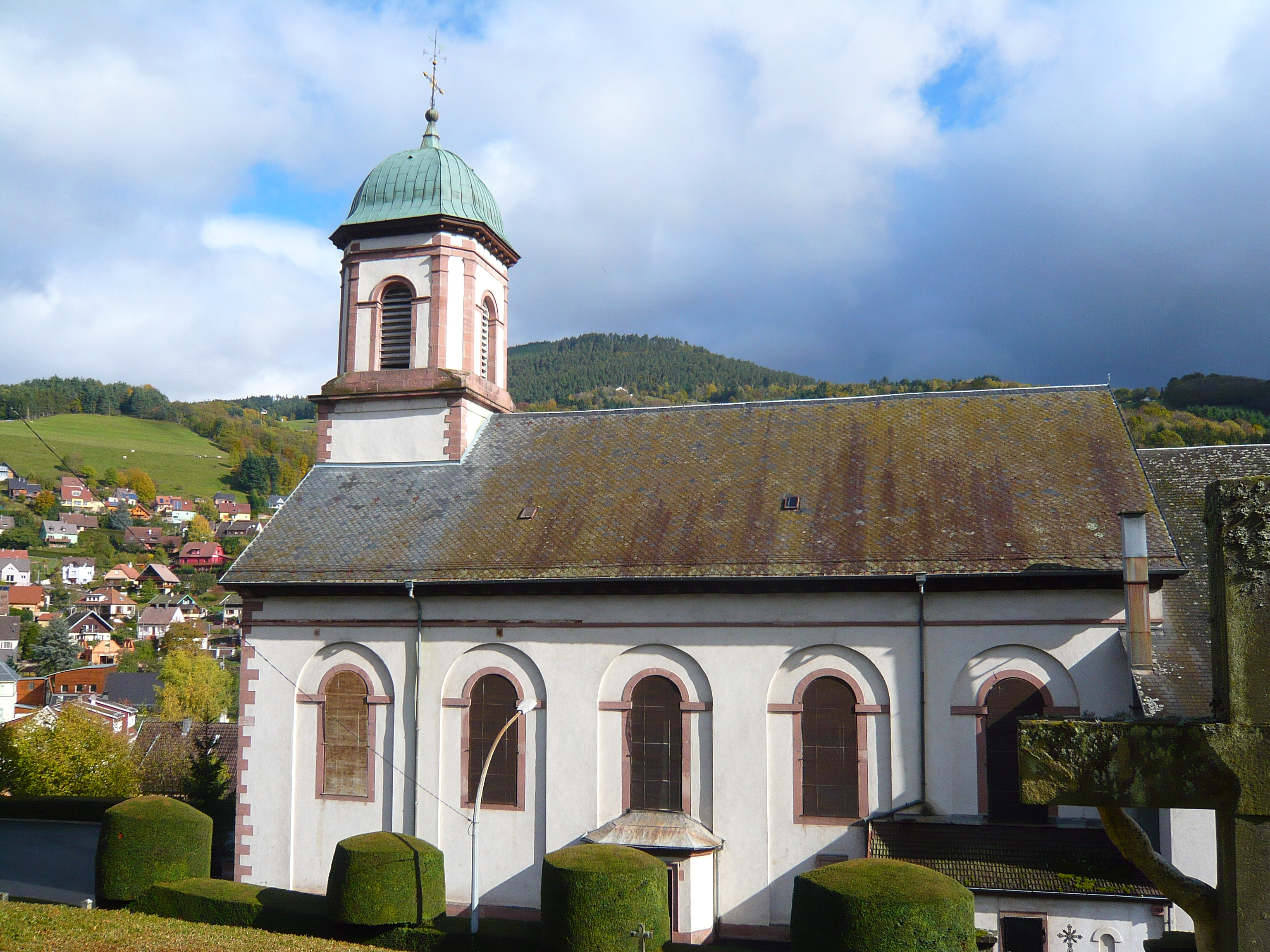
Notre-Dame de l'Assomption.

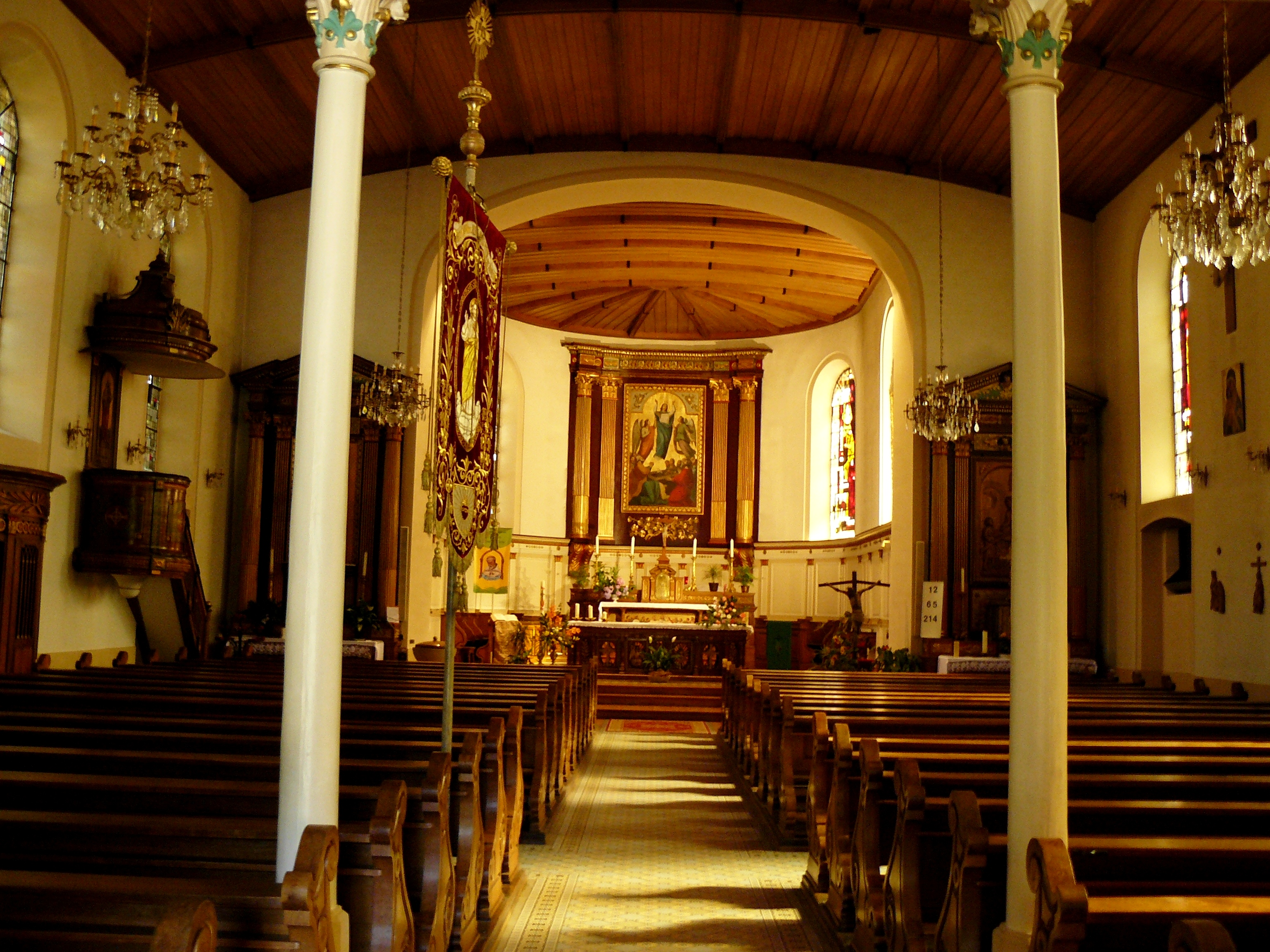
Intérieur de Notre-Dame de l'Assomption.

Construite la première fois en 1683, l'édifice  menace de tomber en ruines. Elle est agrandie en 1700. En 1706, la nouvelle église paroissiale est consacrée par le coadjuteur de l'évêque de Bâle. L'autel principal est dédié à Notre-Dame de l'Assomption, les autels latéraux à la Bienheureuse Vierge du Mont-Carmel et à la sainte famille. Le chœur est orienté vers le couchant, la tour vers le levant, c'est-à-dire d'ouest en est.
En 1820, le conseil municipal décide la construction d'une nouvelle église paroissiale en remplacement de celle édifiée en 1706 qui menace de s'écrouler. Le financement de l'édifice (31 918 francs) est pris entièrement à la charge par la commune, qui met à la disposition de l'entreprise la carrière de grès du Kalblin et décide de couper 255 sapins pour la confection de la charpente et autres réalisations en bois. La construction de la nouvelle église est terminée vers 1823 en gardant le même emplacement.
L'orientation primitive est cependant modifiée. L'église Notre-Dame de l'Assomption est orientée dans le sens de la vallée (nord-est sud-ouest). La première messe est célébrée le 18 avril 1824, le jour de Pâques. De l'ancienne église on a gardé les cloches. Le clocher comporte un dôme en cuivre à quatre pans. En 1917, les Allemands font descendre les cloches pour les faire fondre et ainsi permettre à l'armée de se procurer du fer afin d'acheter du matériel de guerre. L'église est de nouveau restaurée après la Seconde Guerre mondiale. Il y a dans l'église paroissiale, cinq magnifiques tableaux provenant de l'ancien couvent d'Aspach.

### Les vitraux
Les vitraux actuels sont ceux qui ont été remplacés pour Noël 1955. Les anciens vitraux avaient été endommagés pendant la guerre 1939-1945. Ils ont été refaits par la maison Degusseau d'Orléans et l'artiste François Chevalley, membre des Sanctuaires, qui a laissé comme signature dans deux vitraux deux poissons et une croix. Les trois vitraux du chœur sont représentés, à droite par la nativité et l'adoration des mages. À gauche, le vitrail représente la descente du Saint Esprit sur les apôtres qui entourent la Vierge Marie. Le deuxième vitrail à gauche représente le pape Pie X. Dans la nef, à gauche à partir de devant, on aperçoit des scènes de l'Ancien Testament. Le premier vitrail représente Abraham, le père des croyants sur le point d'immoler Isaac, son fils. Mais Dieu ne voulant pas de sacrifices humains, Isaac est remplacé par un bélier. Le deuxième vitrail représente Jacob, le lutteur, le priant et son échelle vue en songe où les anges montent et descendent. Cette échelle signifie le lien inséparable entre la montée de la prière vers Dieu qui se donne à l'homme. Le quatrième vitrail pourrait représenter Samuel qui dit « parle Seigneur, ton serviteur t'écoute ». Conclusion : chaque être est appelé par Dieu, et reçoit sa vocation. Le 4e vitrail représente Tobie, la voyageur, exilé en Assyrie, qui retourne dans sa tribu pour chercher une épouse. Un personnage mystérieux, l'archange Raphaël l'accompagne, ce qui pourrait signifier, Dieu est toujours avec nous sur la route.

### L'ancienne chapelle Saint-Thiébaut

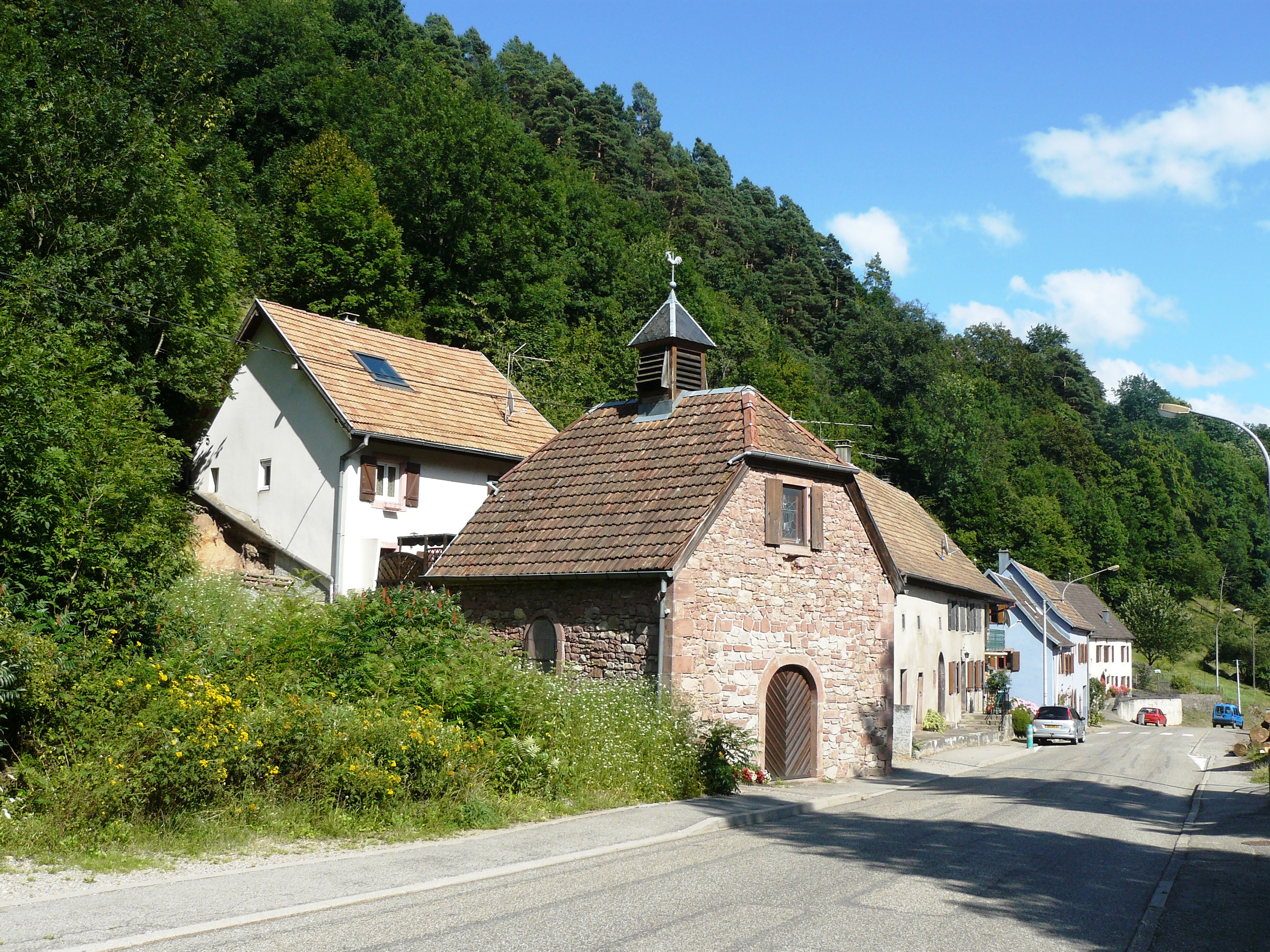
Ancienne chapelle Saint-Thiébaut, aujourd’hui musée d’art religieux.

C'est en 1771 que fut édifiée la chapelle Saint-Thiébaut par des habitants du haut du village. Jusqu'en 1895, on y célèbre la messe une fois par semaine tous les vendredis. Elle sert aussi de lieu de pèlerinage, notamment le 1er juillet, fête de Saint Thiébaut. Elle est bénie en 1774. Au cours de la Révolution, en 1796, la chapelle est fermée au culte. En 1810, on installe une cloche pesant 130 livres.
Le 20 octobre 1894, le conseil de fabrique décide de construire une chapelle plus grande sur un terrain communal. Le coût de la transformation de l'ancienne chapelle est estimé à 1583,17 marks et la construction de la nouvelle à 17 500 marks. En 1895, Nicolas Herqué propriétaire de la chapelle déclare devant le maire que celle-ci reste ouverte à l'exercice du culte à toute personne.
En 1897, l’ancienne chapelle est définitivement déclassée pour abriter une pompe à incendie sur chariot. La même année, un incendie sans grandes conséquences est provoqué par des tirs de deux chasseurs.

#### Le musée d’art religieux
L’ancienne chapelle a été désaffectée lors de la construction de la route Fréland-Aubure et remise en état pour abriter un musée d’art religieux. Il a été installé à l'initiative de Marius Ronecker. Inauguré en 1988, il présente de nombreux objets sacrés.

### La nouvelle chapelle Saint-Thiébaut

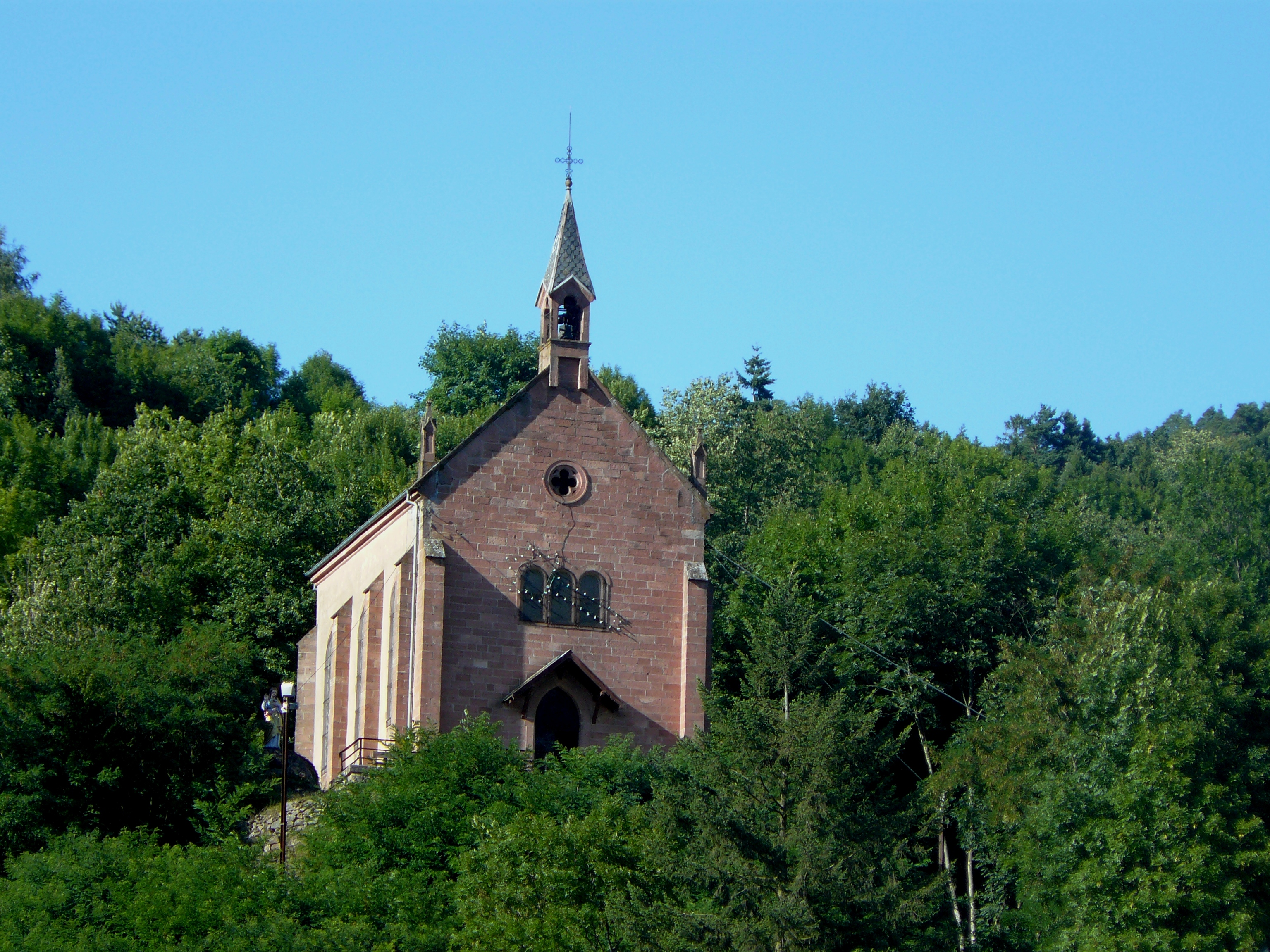
Chapelle Saint-Thiébaut (1898).

C'est à l'initiative du curé Charles Chevallier et du maire Séraphin Thomas que fut construite à partir de 1898 la chapelle Saint-Thiébaut pour remplacer l'ancienne qui se trouvait à l'extérieur du village. L'édifice est de style néo-gothique et est situé sur un rocher appelé rocher du corbeau qui surplombe le village. La chapelle est bénie solennellement le 30 mai 1898 par l'abbé Brunck de Freundeck en présences d'autres religieux qui se sont déplacés pour l'occasion. À l'époque, les paroissiens se rendaient en procession de l'église à cette colline pour implorer Saint Thiébaut. Elle a été restaurée en 1994 à l'occasion de son centenaire.

### Chapelle Saint-Gérard

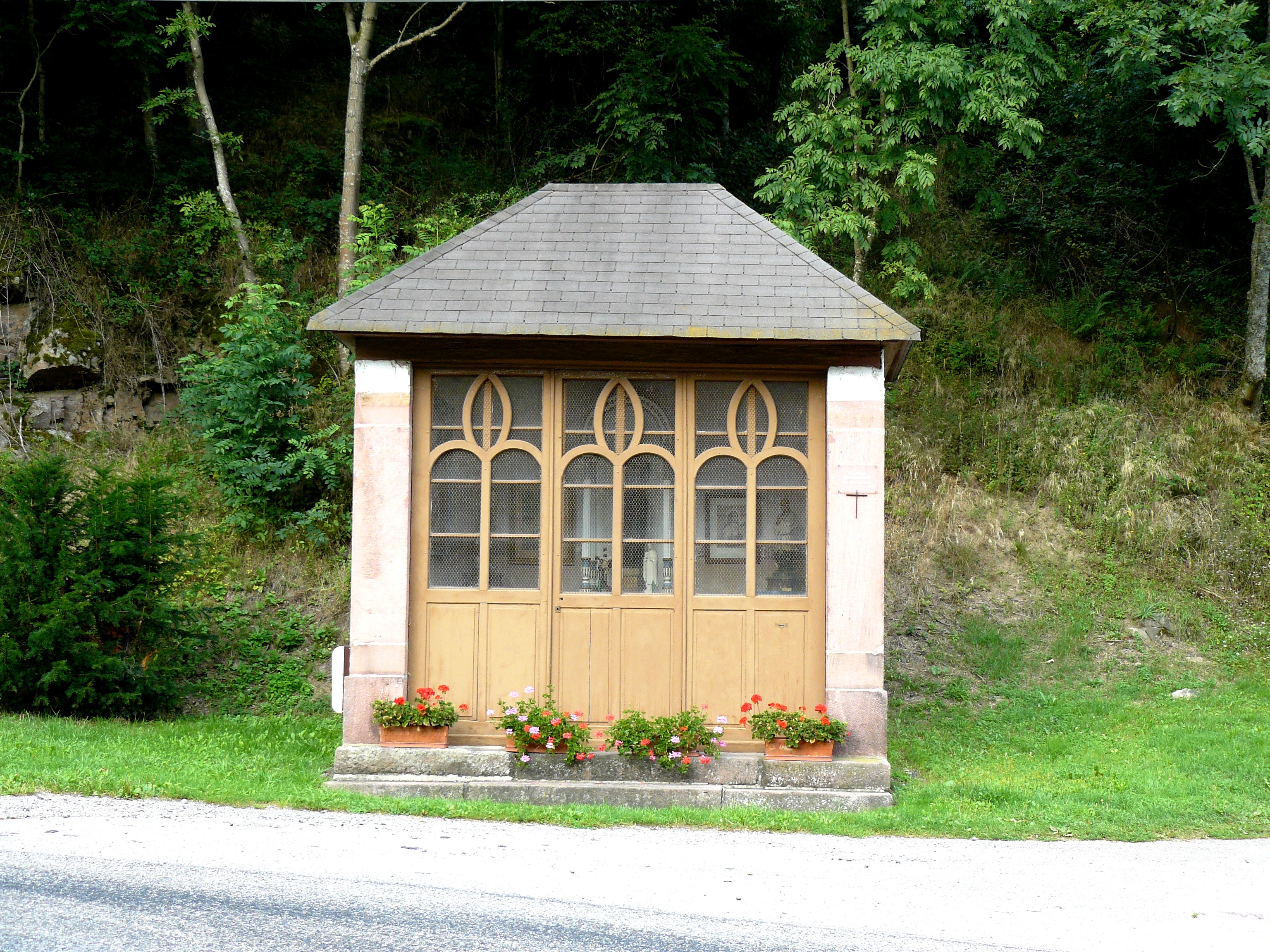
Chapelle Saint-Gérard.

La chapelle  construite en 1740 par Nicolas Laurent, puis restaurée en 1876 par un nommé Jean-Baptiste Bertrand, est devenue oratoire depuis lors. La chapelle est placée vers le bas du village à droite en venant de Hachimette ou de Kaysersberg, en face de la route romaine. Ce lieu servait de procession lors de la Fête Dieu entre l'église paroissiale et la chapelle. En 1826, le conseil de fabrique y effectue quelques petites réparations d'entretien. En 1835, le conseil estime qu'il y a lieu de provisionner une certaine somme pour les frais d'entretien annuels et de réparation nécessaires à la bonne tenue de la chapelle. Le montant de 250 francs provenant de la vente d'un pré d'un certain monsieur Fréchard et les 5 % d'intérêts affectés à la location sont affectés à perpétuité pour l'entretien et l'ornement de la chapelle.

### Chapelle Saint-Yves
Cette petite chapelle se trouve dans le presbytère depuis 1968. Elle a été entièrement rénovée et dédiée à saint Yves, le patron le plus populaire de la Bretagne, et cela dans une esprit du jumelage de Fréland avec Ploudaniel.

### Le Champ-du-Diable
Entre Fréland et Sainte-Marie-aux-Mines, on voyait encore au XVIIe siècle un coteau nu appelé Champ-du-Diable. Le comte de Ribeaupierre, à qui appartenaient les forêts environnantes, voulut faire boiser le coteau, envoya la semence au garde-marteau qui résidait à Fréland. Ceux qui furent chargés par lui de répandre la semence, étant intéressés à conserver le pâturage, la mirent dans un four préalablement chauffé. Le prince ayant demandé des nouvelles de ses semis et ayant reçu la réponse que pas une graine n'avait levé, ajouta : « C'est bien le champ du diable ».

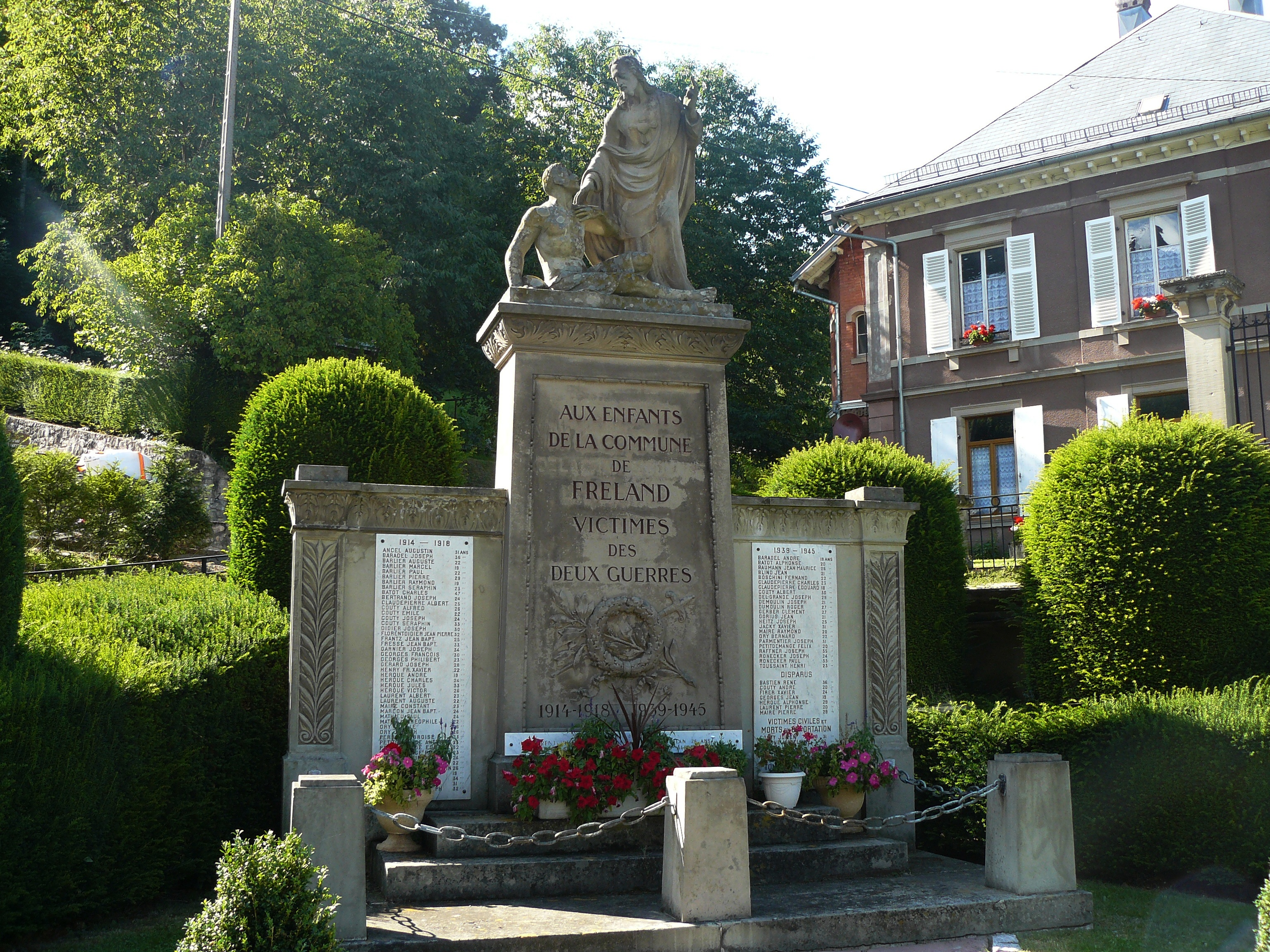
Le monument aux morts de Fréland.

### Statue de Notre de la Pitié
Cette statue se trouve au fond de l'église près de la principale entrée de l'église. Elle a été fortement endommagée par un éclat d'obus en 1944, puis fut réparée en 1952 par la maison Blaise de Colmar.

### Monuments aux morts
Le monument commémore la mémoire des enfants de la commune tombés au champ d'honneur durant les conflits de 1870, de 1914-1918, de 1940-1945 et de la guerre d'Indochine,.

### La maison du pays welche
Créé à l'initiative de Claude Didierjean, ce bâtiment abrite un musée des traditions et coutumes du pays welche ainsi qu'une auberge proposant des plats typiques comme la compiche. L'auberge propose également de nombreuses animations musicales, en rapport ou non avec le pays welche.
La bâtisse, rénovée en 1989, date de 1687 et appartenait à l'époque au seigneur de Ribeaupierre.

## Jumelages
- Ploudaniel (Finistère).